# Dominio del capo Roi Mata
Dominio del capo Roi Mata è il nome con cui sono definiti tre luoghi situati nell'arcipelago di Vanuatu inseriti dal 2008 nella lista del Patrimonio dell'umanità.
Sono località, situate su tre diverse isole, legate alla storia del capo Roi Mata.

## Descrizione
Fanno parte del sito tre aree archeologiche risalenti all'inizio del XVII secolo e situate sulle isole di Éfaté, Lelepa e Artok, legate alla vita e alla morte dell'ultimo capo supremo, o Roi Mata, dell'attuale Vanuatu centrale.
La proprietà comprende la residenza di Roi Mata, il luogo della sua morte e quello della sua sepoltura.
Quando Roi Mata conquistò il dominio sulle tre isole utilizzò metodi di soluzione dei conflitti che tuttora fanno parte della tradizione di Vanuatu. Il paesaggio culturale è strettamente legato alle tradizioni orali che tramandano la storia del capo e i valori morali da lui sostenuti.
L'area compresa nella zona di tutela è tuttora ritenuta sacra e protetta da una serie di tabù in vigore da 400 anni.